# Дорсхайм
Дорсхайм (нем. Dorsheim) — община в Германии, в земле Рейнланд-Пфальц. 
Входит в состав района Бад-Кройцнах. Подчиняется управлению Лангенлонсхайм.  Население составляет 691 человек (на 31 декабря 2010 года). Занимает площадь 2,22 км².